# Punk Goes Pop 2
Punk Goes Pop 2 — восьма збірка з серії Punk Goes... видана на Fearless Records. Альбом складається з кавер-версій поп пісень у виконанні рок та панк гуртів. Реліз збірки відбувся 9 березня 2009 року у Великій Британії на 10 березня 2009 року у США. Спочатку реліз планувався на лютий місяць, проте він був перенесений на березень через включення до альбому пісні у виконанні Chiodos. Альбом дебютував на 15 місці у чарті Billboard 200. Продажі склали 21 000 примірників у перший тиждень після релізу. Той хто попередньо замовив альбом у деяких магазинах отримали першу збірку Punk Goes Pop у подарунок.

## Список пісень
| #   | Назва                                 | Виконавець         | Оригінальний виконавець     | Довжина |
| --- | ------------------------------------- | ------------------ | --------------------------- | ------- |
| 1.  | «What Goes Around.../...Comes Around» | Alesana            | Джастін Тімберлейк          | 4:31    |
| 2.  | «Apologize»                           | Silverstein        | OneRepublic                 | 2:55    |
| 3.  | «…Baby One More Time»                 | August Burns Red   | Брітні Спірс                | 3:10    |
| 4.  | «When I Grow Up»                      | Mayday Parade      | Pussycat Dolls              | 3:38    |
| 5.  | «Over My Head (Cable Car)»            | A Day to Remember  | The Fray                    | 3:31    |
| 6.  | «Smooth»                              | Escape the Fate    | Santana featuring Роб Томас | 3:58    |
| 7.  | «Ice Box»                             | There for Tomorrow | Omarion featuring Timbaland | 4:18    |
| 8.  | «Flagpole Sitta»                      | Chiodos            | Harvey Danger               | 3:39    |
| 9.  | «Beautiful Girls»                     | Bayside            | Шон Кінгстон                | 3:41    |
| 10. | «See You Again»                       | Breathe Carolina   | Майлі Сайрус                | 3:23    |
| 11. | «Disturbia»                           | The Cab            | Ріанна                      | 4:01    |
| 12. | «Toxic»                               | A Static Lullaby   | Брітні Спірс                | 3:20    |
| 13. | «Love Song»                           | Four Year Strong   | Сара Барелліс               | 3:03    |
| 14. | «I Kissed a Girl»                     | Attack Attack!     | Кеті Перрі                  | 3:00    |